# Lambriu

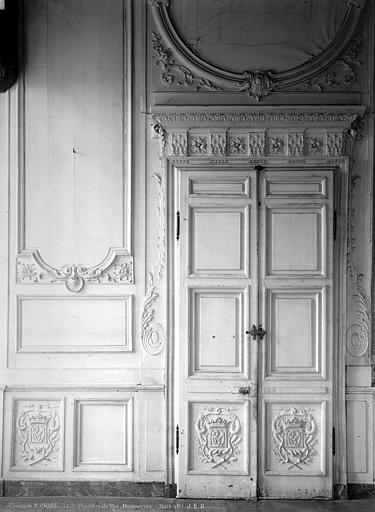
Castelul Maisons-Laffitte - Camera regelui, ușă și lambriuri - 1890

Lambriul este o îmbrăcăminte de marmură, de lemn sau de stuc, asamblată în plăci de lemn plasate în cadre (sau cadru), cu care se acoperă total sau parțial pereții interiori ai unei încăperi cu scopul de a-i decora.
Există, de asemenea, lambriuri din PVC și lambriuri de lemn acoperite cu hârtie sau furnir pe bază de MDF sau PAL. Suprafața unui lambriu pentru pereți poate fi plată sau uneori curbă.
Până la începutul secolului al XX-lea, lambriurile au fost bogat sculptate și ornamentate în stilul timpului. Astăzi ele sunt cel mai adesea utilizate pentru rolul lor practic și estetic, în special în ceea ce privește mascarea pereților umezi.

## Imagini

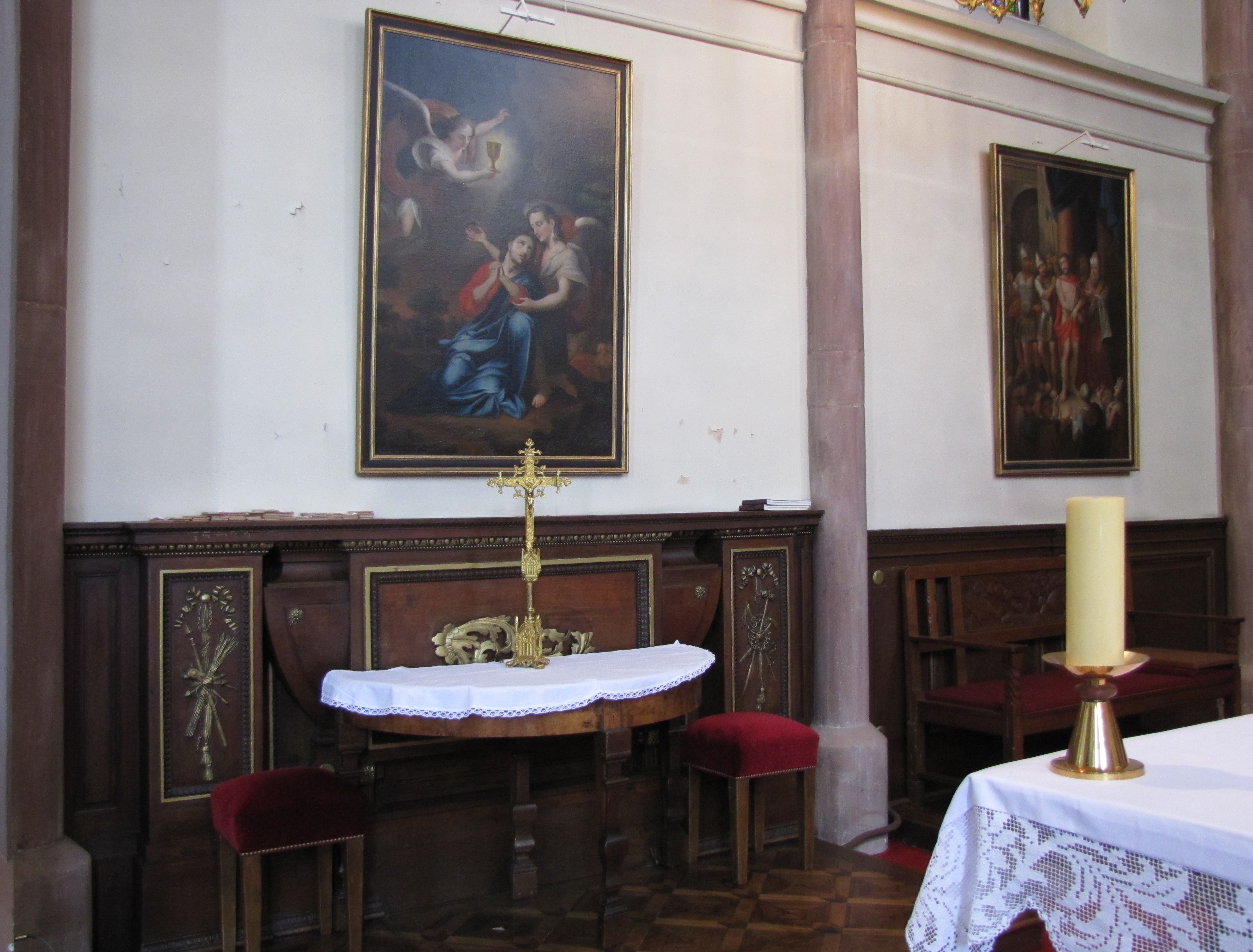
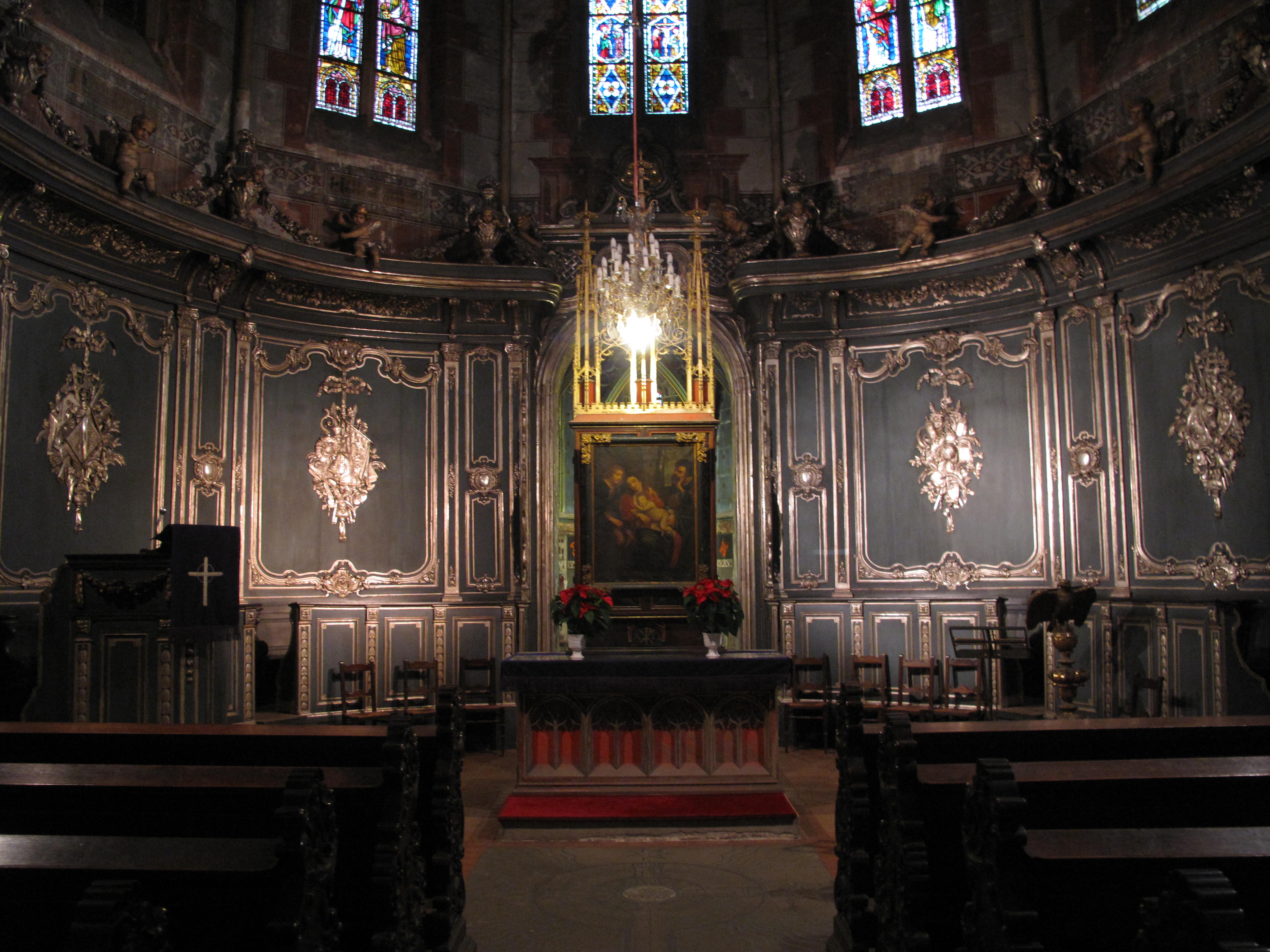
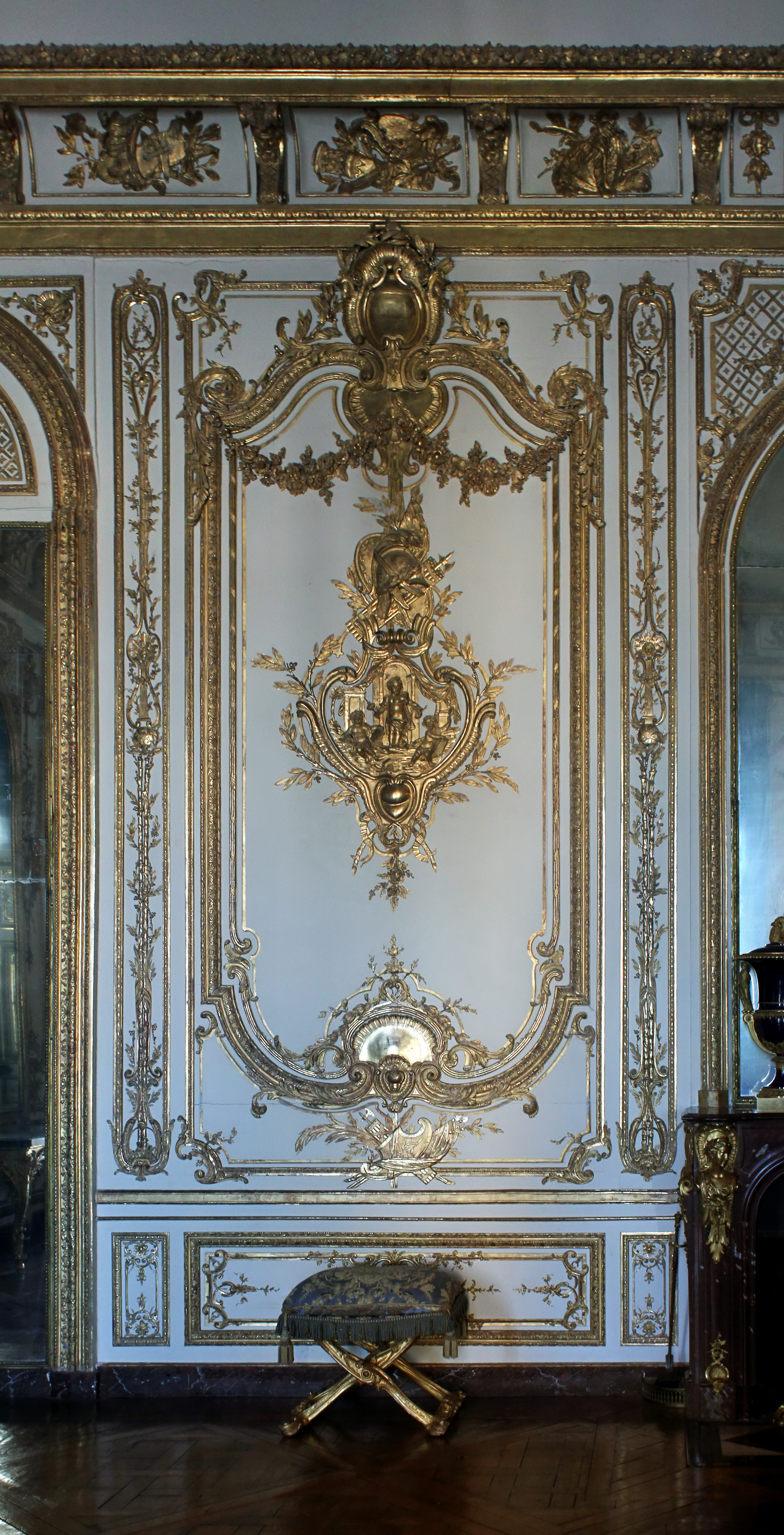
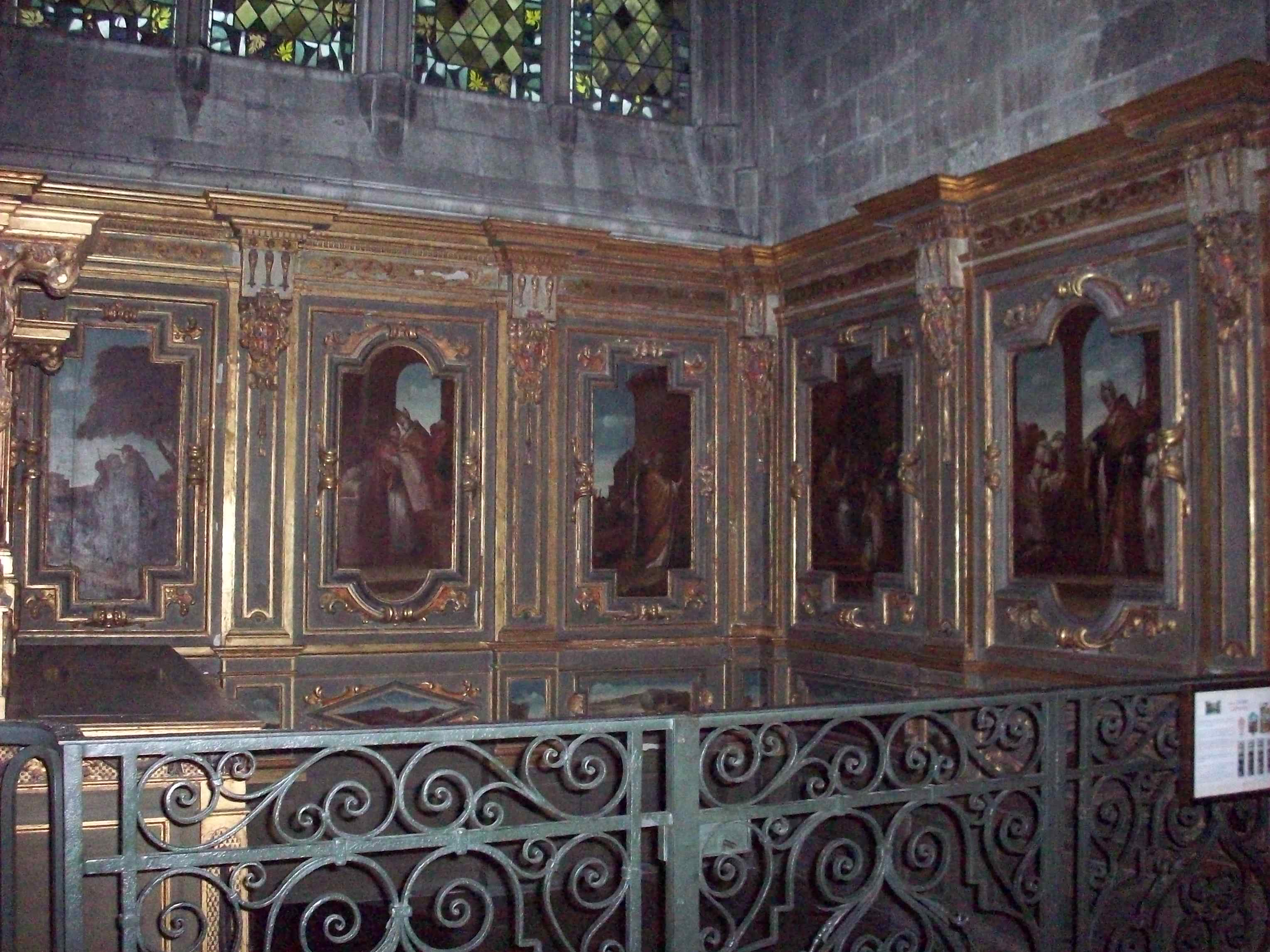